# Trycherodes
Trycherodes is een geslacht van vlinders van de familie sikkelmotten (Oecophoridae), uit de onderfamilie Depressariinae.

## Soorten
- T. albifrons (Walsingham, 1912)
- T. chilibrella (Busck, 1914)
- T. producta (Walsingham, 1912)